# История Венецианской республики

Герб Венецианской республики.

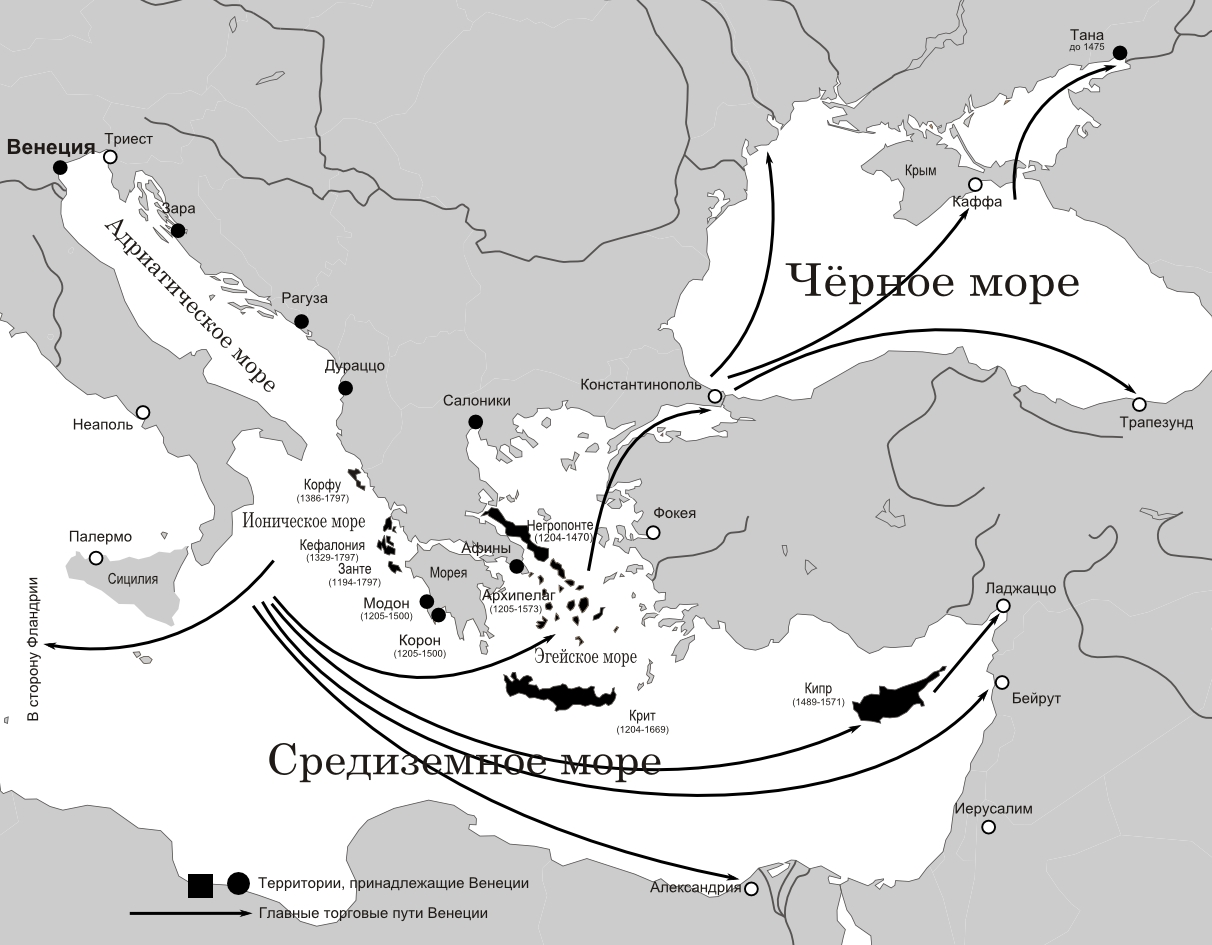
Венецианская морская империя.

Венеция — бывшая республика (по имени своего покровителя называлось также Республикой св. Марка).
На берегах северо-западного залива Адриатического моря жили в древности венеты, от которых страна получила название. Во время переселения народов, когда вождь гуннов Аттила в 452 году разрушил Аквилею и завоевал всю верхнюю Италию до реки По, многие жители Венеции искали убежища на островах в соседних лагунах. С тех пор здесь постепенно возникло несколько городских поселений, как то: Градо, Гераклея, Маламокко, Киоджа. После падения Западной Римской империи Венецианские острова вместе с остальною Италией подпали под владычество Одоакра, потом остготов и наконец — Восточной Римской империи; даже после вторжения лангобардов они оставались еще под властью Византии. В неоднократных войнах с лангобардами постепенно выяснилась необходимость более тесного единения и общего управления. Поэтому духовные и светские вожди населения, вместе со всеми жителями островной группы, избрали в 697 году Павла Анафеста (Paoluccio Anafesto) общим верховным главою на всю его жизнь, dux’ом, или дожем. Местопребывание правительства находилось сперва в Гераклее, в 742 году было перенесено в Маламокко и в 810 году на пустынный до тех пор остров Риальто, где после того возник город Венеция.
В 806 году венецианская островная группа была на короткое время присоединена к империи Карла Великого, но уже по миру 812 года возвращена (вместе с Далмацией) Византийской империи.
Вскоре после этого Венеция в 814 году в результате мирных переговоров между Франкской и Византийской империями получила фактически полную независимость, сохраняя формальную связь с Византией. Далее республика, умело пользуясь своим выгодным и безопасным положением между Восточною и Западною империями, развила свое благосостояние и сделалась богатым и могущественным торговым городом. Ее флоты победоносно сражались против норманнов и сарацин Нижней Италии, равно как против славянских пиратов на восточном берегу Адриатического моря. К островам в лагунах и прилегающей к ним береговой земле были присоединены земли, завоеванные в Истрии, а прибрежные города Далмации в 997 году добровольно поставили себя под венецианское покровительство.
Будучи владычицей Адриатического моря, Венеция в действительности пользовалась полною независимостью; но, во внимание к торговым интересам, она еще долгое время сохраняла кажущуюся политическую связь с Византийской империей. Во время Крестовых походов Венеция достигла высокой степени процветания и распространила свои торговые связи, несмотря на конкуренцию Пизы и Генуи, на весь Восток. Внутри республики неоднократно возникала борьба между демократической и аристократической партией; некоторые заявляли даже желание превратить пожизненное правление дожей в наследственную монархию. После одного восстания, в котором погиб дож Витале Микиель, в 1172 году учрежден был Большой совет, состоявший из выборных нотаблей (Nobili), который с тех пор сделался высшею властью и сильно ограничивал могущество дожей и синьории (правительственной коллегии из шести советников). Созываемое прежде общее народное собрание стало с тех пор созываться лишь в исключительных случаях и в 1423 году было совершенно отменено. Под господством аристократии были выработаны законодательство Венеции и ее административное устройство.
Могущество республики достигло высшей степени, когда дож Энрико Дандоло при содействии французских крестоносцев завоевал в 1204 году Константинополь и при разделе между союзниками приобрел на долю Венеции три восьмых Византийской империи и остров Кандию. Венеция не могла, однако, помешать падению в 1261 году Латинской империи, а византийские императоры после того предоставили генуэзцам такие широкие права в Константинополе, что венецианцы были оттеснены на задний план. Кроме того, с 1256 года началась продолжительная война между Венецией и Генуей, веденная с переменным счастьем. Аристократическо-олигархическое устройство Венеции в 1297 году стало еще более замкнутым, вследствие уничтожения дожем Пьетро Градениго Большого совета, и превращения избиравшейся до тех пор ежегодно синьории в наследственную коллегию, в состав которой входили записанные в Золотую книгу фамилии нобилей.
Последовавшее после заговора Тьеполо в 1310 году учреждение Совета Десяти, которому вверено было с обширными полномочиями полицейское управление, дополнило эту аристократическую систему. С тех пор Золотая книга открывалась лишь в редких случаях (1379, 1646, 1684—1699, 1769), и только небольшое число фамилий занесено в разряд нобилей. Дож Марино Фальери за свой заговор против аристократии в 1355 году заплатил жизнью. Перемена, происшедшая в сношениях с Левантом, побудила республику обратить главное свое внимание на Италию, особенно после того, как соперница Венеции Генуя после 130-летней борьбы была побеждена в 1381 году. Венецианские владения на материке (Terra ferma) все более расширялись. Виченца, Верона, Бассано, Фельтре, Беллуно и Падуя со своими территориями были присоединены в 1404—1405 годах, Фриуль — в 1421 году, Брешия и Бергамо — в 1428 году и Крема — в 1448 году, и около того же времени окончено было завоевание Ионических островов. Наконец, вдова последнего кипрского короля Катарина Корнаро в 1489 году уступила республике остров Кипр.
В конце XV века Венеция была богата, могущественна, внушала страх своим врагам, и в ее населении научное и художественное образование было распространено более, чем в среде других наций. Торговля и промышленность процветали. Налоги были незначительны, и правление имело мягкий характер, когда дело не касалось политических преступлений, для преследования которых назначены были в 1539 году три государственных инквизитора. Но затем наступили перемены, которых никакое благоразумие отвратить не могло. Португалец Васко да Гама открыл в 1498 году морской путь в Ост-Индию, и Венеция с течением времени лишилась выгод ост-индской торговли. Османы сделались властелинами Константинополя и мало-помалу отняли у венецианцев владения, принадлежавшие им в Архипелаге и Морее, равно как Албанию и Негропонт. Опытная в ведении государственных дел республика лишь с небольшими относительно потерями избавилась от опасности, которою грозила ей основанная папою Юлием II лига, поставившая ее на короткое время почти на край гибели; эта борьба дала новый толчок ее могуществу и влиянию. В церковной распре с папою Павлом V, в которой монах Паоло Сарпи защищал дело Венеции (с 1607), республика отстояла свои права против иерархических притязаний. Заговор против независимости республики, затеянный в Венеции в 1618 году испанским посланником маркизом Бедемаром, был вовремя раскрыт и подавлен кровавым образом. С другой стороны, турки отняли у Венеции в 1571 году остров Кипр, а в 1669 году, после 24-летней войны, и Кандию (Крит). Последние крепости на этом острове были потеряны Венецией лишь в 1715 году. Морея в 1687 году была вновь завоевана и по Карловицкому миру 1699 года уступлена турками, но в 1718, по Пожаревацкому миру, была им возвращена. С этого времени республика почти перестала принимать участие во всемирной торговле. Она довольствовалась сохранением своего устаревшего государственного строя и удержанием за собою, при соблюдении строжайшего нейтралитета, остальных своих владений (Венеции, Истрии, Далмации и Ионических островов), в которых было до 2½ млн. подданных.
В войнах, возникших вследствие Французской революции, Венеция утратила свою самостоятельность. Когда Бонапарт в 1797 году вторгся в Штирию, в тылу у него восстало против французов сельское население Терра фермы. Вследствие этого, по заключении предварительных мирных условий с Австрией, Бонапарт объявил республике войну. Тщетно пыталась она уступчивостью и переменою конституции склонить победителя на милость. Последний дож, Лодовико Манин, и Большой совет принуждены были 12 мая 1797 года подписать свое отречение. Затем, 16 мая, город Венеция был без сопротивления занят французами.
Мирным договором, заключенным в Кампо-Формио 17 октября 1797 года, венецианская территория по левую сторону Эча, вместе с Истрией и Далмацией была предоставлена Австрии, между тем, как область по правую сторону Эча присоединена к Цизальпинской республике (впоследствии Итальянское королевство). Ионические острова перешли во владение Франции. По Пресбургскому миру 1805 года Австрия принуждена была уступить свою часть венецианской территории Итальянскому королевству.